# 이용래
이용래 (李容來, 1986년 4월 17일 ~ )는 대한민국의 축구 선수로서 포지션은 수비형 미드필더이다. 현재 K리그1의 대구 FC 선수 겸 플레잉코치로 뛰고 있다.

## 클럽 경력
이용래는 2002년 대한축구협회 우수선수 해외유학 프로젝트에 선발되어 2002년 프랑스 FC 메스 유소년팀에 입단하였다. 약 8개월 동안 프랑스 생활을 했지만 프로 계약에는 성공하지 못하고 귀국하였다. 이후 다시 유성생명과학고등학교에서 뛰며 창단한지 2년 2개월 밖에 되지 않은 팀을 대통령금배 전국고교축구대회에서 우승시키는데 일조하였다. 이용래는 이 대회에서 MVP를 수상받았다. 고려대학교 진학 후에도 전국 춘계 1,2학년 대학축구대회에서 팀을 결승전까지 이끌었지만 명지대학교에 패배하여 준우승에 머물렀다. 이와중에도 이용래는 4골을 득점하여 득점상을 받았다.
고려대학교에서의 마지막 해에 그는 K리그 신인 드래프트에 참가하였고, 번외 지명으로 경남 FC에 입단했다. 2009년 3월 8일 전북 현대 모터스와의 2009 시즌 개막전에서 프로 데뷔전을 치렀다. 같은 해 4월 5일 제주 유나이티드와의 경기에서 데뷔골을 성공시켰다. 이 시즌에 이용래는 신인임에도 불구하고 경남의 막판 상승세를 이끄는 주역이 되었다. 그는 총 26경기에 출전하여 6골을 넣었다. 이듬해에도 그는 27경기에 나서 4골을 넣으며 경남의 핵심 선수로 자리잡았다.
2010년 12월 10일, 이용래는 수원 삼성 블루윙즈로 이적하였다. 3년의 계약 기간에, 이적료는 6억이었다. 2011년 3월 6일 FC 서울과의 개막전에서 데뷔전을 치렀다. 이후 이용래는 중앙 미드필더 자리에서 주전으로 뛰었으나 골을 기록하진 못하였다. 마침내 2011년 7월 27일 전남 드래곤즈와의 FA컵 8강전에서 결승골이자 데뷔골을 넣었다.
2012년 8월 수원 삼성 블루윙즈는 보도 자료를 통해 이용래가 아랍에미리트의 알자지라 클럽으로 이적한다고 발표하였다. 하지만 입단을 앞두고 실시한 메디컬 테스트에서 심장 쪽에 문제가 있다는 진단을 받으며 이적이 지체되었고 며칠 후 신형민이 알자지라에 입단하며 최종적으로 무산되었다. 수원 잔류 확정 후 남은 시즌에 임하였으나 9월 23일 제주와의 경기에서 아킬레스건 부상을 당하여 시즌 아웃되었다.
2017년 12월, 이용래는 치앙라이 유나이티드로 이적하였다.
2021시즌을 앞두고 K리그1의 대구 FC로 이적하여선수 겸 플레잉 코치를 맡게 되었다.

## 국가대표 경력
이용래는 2003년 17세 이하 대표팀이 참가하는 4개국 국제청소년축구대회에 대한민국 대표로 참가하였고, 3개월 뒤 열린 2003년 FIFA U-17 세계 축구 선수권 대회 대표팀에도 발탁되었다. 이후 8월 14일 미국과의 첫 경기에 선발 출전했으나, 1-6 대패를 당하고 말았다. 8월 17일 스페인에게도 패배한 후, 거의 탈락이 확정되고 마지막 상대인 시에라리온과의 경기에서 2-2로 비기고 있던 후반 78분에 득점에 성공해 승리에 공헌하였다.
2005년 3월 11일 수원컵을 앞두고 20세 이하 대표팀에 선발되었다. 3월 24일 조별 예선 2차전 미국과의 경기에서 첫 골을 넣었고, 1-0 승리를 이끌었다.
같은 해 5월 7일 2005년 FIFA 세계 청소년 축구 선수권 대회를 앞두고 30명의 예비 엔트리에 선발되었다. 그러나 얼마 후 오른발 복사뼈 골절로 대표팀에서 제외당하였다.
2010년 12월, AFC 아시안컵을 앞두고 예비 명단에 포함되며 성인 대표팀에 첫 차출되었다. 24일 최종 엔트리에도 포함되었다. 6일 후 열린 시리아와의 평가전에서 데뷔전을 치렀다. 이용래는 아시안컵 본선 전경기를 뛰었고, 8강전 이란과의 경기에서는 MVP를 수상하였다.

## 기타
이용래는 체력을 보충하기 위해 황소개구리를 먹는다.

## 수상

### 팀

#### 수원 삼성 블루윙즈
- FA컵 우승: 2016

#### 치앙라이 유나이티드 FC치앙라이 유나이티드
- 타이 리그 1 우승: 2019
- 타이 FA컵 우승: 2018
- 타이 리그컵 우승: 2018
- 태국 챔피언스컵 우승: 2018, 2020

### 개인
- 2011년 AFC 아시안컵 맨 오브 더 매치 : vs. 이란 (8강전)
- K리그2 베스트 11: 2014